# Clark Tower
Clark Tower − wieżowiec w Memphis, w stanie Tennessee, w Stanach Zjednoczonych, o wysokości 121,9 m.
Został zbudowany w stylu modernistycznym. Budowę zakończono w 1971 roku, zaś w 1993 roku miała miejsce renowacja. Budynek posiada 34 kondygnacje.